# Deutsche Theatertechnische Gesellschaft
Die Deutsche Theatertechnische Gesellschaft (DTHG) ist ein Berufsverband für die Veranstaltungstechnik mit Sitz in Köln. 1907 gegründet als Verband deutscher Bühneningenieure ist sie laut eigenen Angaben einer der ältesten Berufsverbände Deutschlands. Die DTHG versteht sich als Zusammenschluss sowohl technischer als auch künstlerischer Berufsgruppen an Theatern, in Fernseh- und Filmproduktionen, Versammlungsstätten oder anderen veranstaltungstechnischen Produktionen. Der Verband hat mehr als 1600 Mitglieder.
Offizielles Organ der DTHG ist die ebenfalls 1907 erstmals erschienene Bühnentechnische Rundschau, als digitale Beilage erscheint das Verbandsjournal Podium auf der Homepage.
Die DTHG veranstaltet alle zwei Jahre die BTT – Bühnentechnische Tagung (kommend 2022 in Ulm).
Im Jahr 2021 wird der Fachmesse Stage|Set|Scenery in Berlin die Kooperation mit der Messe Berlin seitens der Messe Berlin aufgekündigt. Aufgrund der Pandemie wurde die BTT 2020 außerordentlich als digitale Messe präsentiert.
Die DTHG ist im Normenausschuss Veranstaltungstechnik, Bild und Film des DIN vertreten und Gründungsverband der Interessengemeinschaft Veranstaltungswirtschaft (IGVW) an der Normierung der igvw-Branchenstandards beteiligt. Die Einrichtung der Studiengänge für Theater- und Veranstaltungstechnik 1987 an der BHT Berlin (Berliner Hochschule für Technik) gehen auf eine Initiative der DTHG zurück und werden bis heute durch die DTHG unterstützt.
Der Verband ist das deutsche Zentrum von OISTAT, der Internationalen Organisation der Szenografen, Theatertechniker und Theaterarchitekten (Organisation Internationale des Scénographes Techniciens et Architectes de Théâtre; International Organisation of Scenographers, Theatre Architects and Technicians). Ihr Gründungspräsident war der deutsche Fachingenieur für Bühnentechnik Walther Unruh.